# Höchen
Höchen ist ein Stadtteil der Stadt Bexbach im Saarland. Die Fläche des Ortsbannes beträgt 6,26 km².

## Geographie

### Lage
Höchen liegt in der Hügellandschaft des Höcherbergs und ist von Streuobstwiesen und Wald umgeben. 
Vom Höcher Turm sieht man bis in den Schwarzwald (112 km zur Hornisgrinde), die Vogesen (99,6 km zum Donon) und das St. Wendeler Land sowie den Donnersberg und den Pfälzerwald. Außerdem ist das Saarpolygon (36 km) auf der Bergehalde Ensdorf als interessante Landmarke zu erkennen.
Durch die Bergehalde Schacht III als eine von weitem sichtbare Landmarke ist Höchen auch aus großer Ferne gut zu erkennen. Diese stellt die höchstgelegene Steinkohlenbergehalde Deutschlands dar mit einer Gipfelhöhe von 494,3 m ü. NHN.

### Klima

Niederschlagsdiagramm

| Der Jahresniederschlag beträgt 930 mm und liegt damit im oberen Drittel der von den Messstellen des Deutschen Wetterdienstes erfassten Werte. Über 80 % zeigen niedrigere Werte an. Der trockenste Monat ist der April; am meisten regnet es im Dezember. Im niederschlagreichsten Monat fällt ca. 1,6mal mehr Regen, als im trockensten Monat. Die jahreszeitlichen Niederschlagschwankungen liegen im mittleren Drittel. In 40 % aller Orte schwankt der monatliche Niederschlag weniger. |

## Geschichte
Die erste urkundliche Erwähnung des Ortes stammt aus dem Jahre 1262. Das Dorf, dessen Name auch in den Formen Hechen, Heche, Heichen, Hayken, Hegen, Eikem, Ickem und Heixen überliefert ist, gehörte zunächst zu den Klöstern Wörschweiler und Wadgassen und wechselte im Laufe der Jahrhunderte immer wieder seine Herrschaft. Im Dreißigjährigen Krieg wurde das Dorf völlig zerstört, später aber wieder aufgebaut.
Am 1. April 1937 wurde die Gemeinde Höcherberg aus den bisherigen Gemeinden Höchen, Mittelbexbach und Oberbexbach-Frankenholz neu gebildet. Diese Gemeinde wurde bereits mit Wirkung vom 1. Mai 1947 aufgelöst. Höchen wurde wiederum eine selbständige Gemeinde im Landkreis Homburg. Am 1. Januar 1974 wurde sie in die Stadt Bexbach eingegliedert. Dort bildet Höchen einen Gemeindebezirk.
Der Ort hat beim Bundeswettbewerb Unser Dorf soll schöner werden 1993 eine Bronzeplakette erhalten; zuvor hatte Höchen schon auf Landesebene eine Silber- und eine Goldmedaille erhalten.

## Politik

### Ortsrat
Aufgrund der Kommunalwahl am 9. Juni 2024 ergab sich folgende Sitzverteilung im Ortsrat:

CDU: 4 Sitze (50,95 %)

FWG: 2 Sitze (24,82 %)

SPD: 1 Sitz (24,23 %)

### Ortsvorsteher
- bis 1974: Höchen als eigenständige Gemeinde mit Bürgermeistern
- 06.06.1974–31.01.1975: Oswald Prowald (CDU)
- 17.02.1975–06.08.1999: Ludwig Freiberger (CDU)
- 06.08.1999–06.07.2004: Peter Bamberger (CDU)
- 06.07.2004–2014: Dr. Karl-Heinz Klein (CDU)
- seit 2014: Eva-Maria Scherer (CDU)

## Kultur und Sehenswürdigkeiten

### Sehenswürdigkeiten
Der Höcherbergturm ist ein 26 m hoher Aussichtsturm, dessen Grundstein im Jahr 1913 gelegt wurde. Er erscheint auch im Wappen des Ortsteils. Am Turm befinden sich eine Holzkundestation und ein Spielplatz.

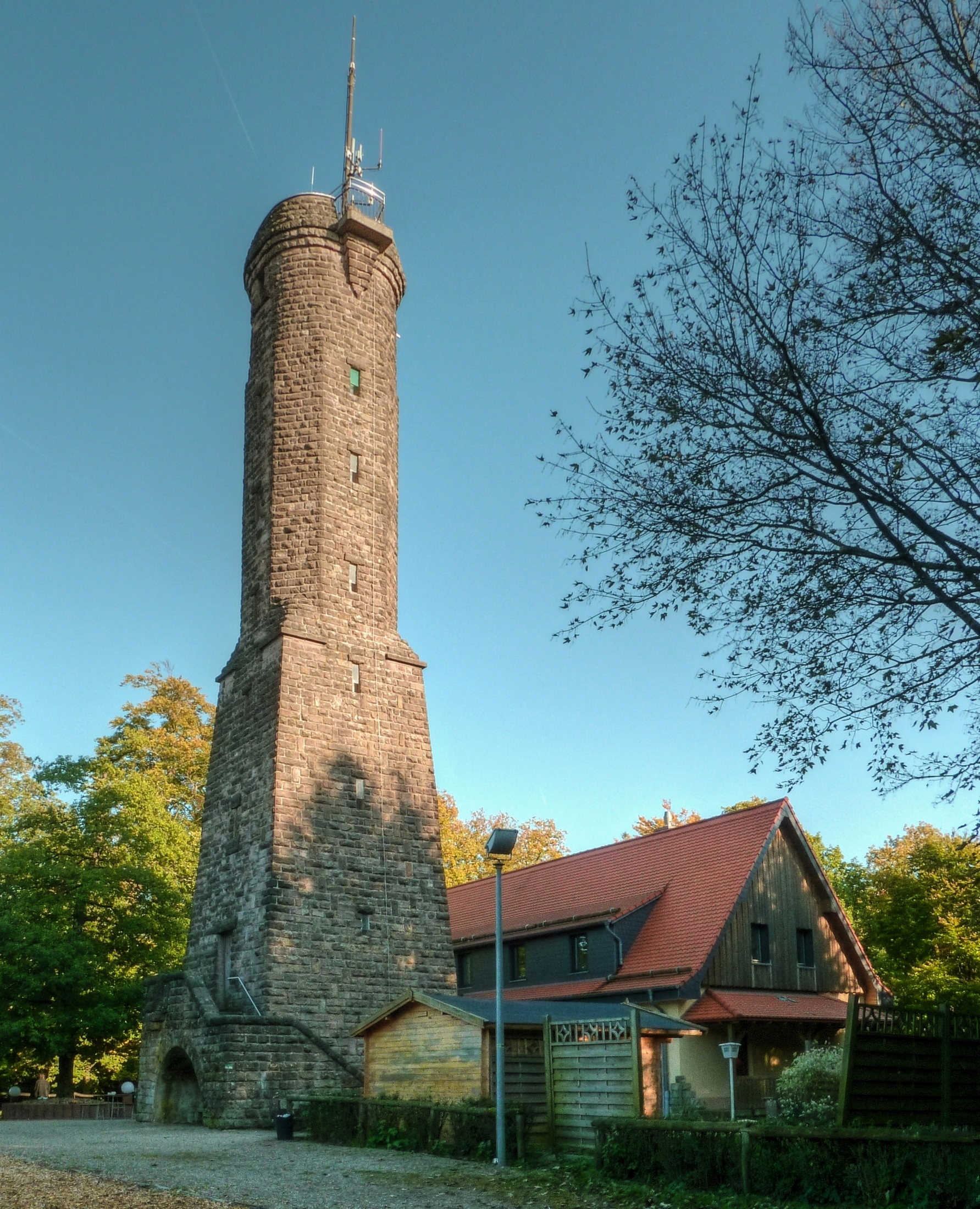
Der Höcherbergturm und das Höcherberghaus am Turm

Im Ort entspringt der Glan und fließt im Ortskern streckenweise oberirdisch und speist mehrere Brunnen. Im sogenannten Brunneneck ist ein Gebäude aus dem Jahr 1711 erhalten.
Das Anwesen Korn/Mayer ist eine ehemalige Beamtenwohnung der Grube Nordfeld. Von dort wurde das Gebäude an seinen jetzigen Standort in der Saarpfalz-Straße versetzt.
Ein Torhaus des Jagdreviers des Herzogs von Zweibrücken sowie ein Forsthaus aus dem Jahr 1909 deuten auf die Nutzung der ländlichen Umgebung hin.
Die katholische Kirche ging aus einem Betsaal aus dem Jahr 1800 hervor. 1865 wurde dieser zur Kirche umgebaut, das heutige Erscheinungsbild ging aus der Sanierung 1968 hervor.
Die evangelische Kirche ist ein Jugendstilbau. Auch sie entwickelte sich aus einem 1902 errichteten Betsaal zu einem Kirchenbau. 1909 erhielt der Saal seinen Kirchturm, 1978 wurde das Bauwerk restauriert. Die Orgel auf der Empore stammt aus dem Jahr 1910. Sie wurde in Offenbach an der Queich von Joseph Poppe gebaut und 1922, nachdem die Kirche eine neue Decke erhalten hatte, umgestaltet. 1986 wurde sie restauriert.

### Regelmäßige Veranstaltungen
Am 30. April und 1. Mai findet seit 1983 jeweils das von den Vereinen ausgerichtete Dorffest statt; außerdem gibt es eine jährliche Kirmes.

## Wirtschaft und Infrastruktur
Ursprünglich war Höchen landwirtschaftlich geprägt, doch gibt es heute keine hauptberuflichen Landwirte mehr im Ort. Während die männliche Bevölkerung ab der zweiten Hälfte des 19. Jahrhunderts Arbeit in der saarländischen Schwerindustrie und im Steinkohlenbergbau in den benachbarten Ortschaften fand, pendeln heute viele Arbeitnehmer in Städte wie Homburg und Neunkirchen. Vor Ort gibt es einige Handwerksbetriebe und Einkaufsmöglichkeiten, jedoch kein größeres Geschäft, keine Arztpraxis, keine Apotheke und keine Polizeidienststelle.

### Bildung
Grundschulkinder besuchen nach der Schließung der Grundschule Höchen die Schillerschule Frankenholz. Weiterführende Schulen gibt es in Bexbach, Homburg und Neunkirchen.

### Verkehr
Höchen verfügt über Busverbindungen nach Bexbach und Homburg. Die Barockstraße SaarPfalz führt mitten durch den Ort. Von 1903 bis 1905 verkehrte die ausschließlich dem Güterverkehr dienende Nordfeldbahn vom Bahnhof Jägersburg an der Glantalbahn bis zur Grube Nordfeld.